# Dopolavoro Sportivo Comunale San Giovanni Valdarno 1941-1942
Questa voce raccoglie le informazioni riguardanti il Dopolavoro Sportivo Comunale San Giovanni Valdarno nelle competizioni ufficiali della stagione 1941-1942.

## Rosa
| N. |                   | Ruolo | Calciatore           |
| -- | ----------------- | ----- | -------------------- |
|    | Italia (bandiera) | A     | Ermenegildo Alfonsi  |
|    | Italia (bandiera) | C     | Vitaliano Bardazzi   |
|    | Italia (bandiera) | D     | Aldo Berti           |
|    | Italia (bandiera) | A     | Egidio Carpanese     |
|    | Italia (bandiera) | P     | L. Casini            |
|    | Italia (bandiera) | C     | Enzo Coppini         |
|    | Italia (bandiera) | D     | Gildo Destro         |
|    | Italia (bandiera) | C     | Michele Di Salvatore |
|    | Italia (bandiera) | D     | Giovanni Ferrucci    |
|    | Italia (bandiera) | C     | Galliano Franci      |

| N. |                   | Ruolo | Calciatore         |
| -- | ----------------- | ----- | ------------------ |
|    | Italia (bandiera) | D     | Alberto Graziani   |
|    | Italia (bandiera) | A     | Raffaello Lunghi   |
|    | Italia (bandiera) | C     | Enzo Neri          |
|    | Italia (bandiera) | A     | Marino Passetti    |
|    | Italia (bandiera) | D     | Frugolini Perfetti |
|    | Italia (bandiera) | A     | M. Rapaccini       |
|    | Italia (bandiera) | C     | M. Redditti        |
|    | Italia (bandiera) | P     | Franco Roselli     |
|    | Italia (bandiera) | P     | Alvaro Terrazzi    |
|    | Italia (bandiera) | C     | A. Tiossi          |